# Альпухарры
Альпуха́рры (по-испански Las Alpujarras, по-арабски — альбушарат البشرات al-bušarāt) — так называются в Верхней Андалузии или Гранаде, со времен арабского владычества, многочисленные долины, окружённые крутыми уступами сильно разветвляющихся южных Известковых Альп, или боковых ветвей Сьерры-Невады.
Без всякого основания название это часто переносится на самые Известковые Альпы и даже на всё южное побережье Гранады. 
Низкий горный хребет Лома-де-Ятор соединяет Сьерру-Неваду с принадлежащей к южной горной цепи Сьеррой-де-Контравиезой и отделяет Восточные Альпухарры от так называемых Западных, или Высоких Альпухарр. Широкие в верхней части, долины эти по мере удаления от главной цепи вглубь становятся все уже и недоступнее. Наверху они заканчиваются бассейнообразными плоскостями, которые чрезвычайно богаты злаками и источниками и окружены то отлогими, то крутыми уступами или крутыми скалами; то же можно сказать и о боковых долинах, о так называемых барранках. В лежащих более высоко плоскостях  встречаются часто очень глубокие лагуны, небольшие озера с замечательно чистой водой. 
Озёра эти, лежащие обыкновенно на высоте около 3000 м, — самые высокие альпийские озёра Европы; они большую часть года покрыты льдом, между тем как в долинах южной, более низкой террасы климат очень тепел и почва так плодородна, что мы в богатой флоре Альпухарр встречаемся с быстро сменяющими друг друга представителями всех климатических поясов. 
Жители наиболее высоко лежащих Альпухарр, без сомнения, потомки гранадских мавров, которые находили тут своё последнее убежище; они и теперь ещё называются морисками. 
Все селения Высоких Альпухарр построены в чисто африканском стиле. Главное селение, Орхива, расположено на холме, в прекрасной, наполненной виноградниками, масличными, миндальными и фиговыми деревьями котловине реки Орхива; местечко имеет (1877) 4428 жителей, красивую, украшенную двумя башнями церковь; дома имеют совершенно плоские крыши. — Главное местечко Восточных Альпухарр, богатый Ухихар насчитывает (1877) 2792 жителя и расположена в большой, плодородной долине реки Рио-де-Адра на высоте 555 м над уровнем моря. Ежегодно бывает тут очень оживленная ярмарка.